# Jam band
Genres dérivés
Bluegrass progressive
Les jam bands sont des groupes, dont les albums live et concerts s'associent uniquement aux fans, ayant émergé dans les années 1960 avec The Grateful Dead, et continué avec The Allman Brothers Band. 

## Caractéristiques
La performance de ces groupes se concentre principalement sur de longues séances d'improvisation musicale (« jams ») qui peuvent parfois croiser la limite des genres musicaux. Les Grateful Dead continuent de se populariser pendant la seconde moitié des années 1980. Au milieu des années 1980, les groupes Phish, Edie Brickell and New Bohemians, Blues Traveler,  Ozric Tentacles, Widespread Panic, Bela Fleck and the Flecktones, Spin Doctors, Col Bruce Hampton et Aquarium Rescue Unit, se lancent dans des concerts orientés jam band. Au début des années 1990, une nouvelle génération de groupes est stimulée par les tournées des Grateful Dead et par l'apparition significative de The Black Crowes, Phish, Dave Matthews Band, Widespread Panic, et Aquarium Rescue Unit.
La majeure partie des jam bands actuels jouent de nombreux genres musicaux. Un festival de jam band peut inclure des groupes jouant musique électronique, folk rock, blues rock, jazz fusion, rock psychédélique, rock sudiste, rock progressif, acid jazz, hip-hop, hard rock, et bluegrass. La tendance électronique est menée par des groupes tels que The Disco Biscuits, Sound Tribe Sector 9 (STS9), Lotus, EOTO, et The New Deal. Des groupes comme moe., Umphrey's McGee, Assembly of Dust, The Heavy Pets et The Breakfast se concentrent sur du rock classique mélangé à des jams exploratoires.
Tandis que des groupes séminaux comme les Grateful Dead sont catégorisés rock psychédélique, dès les années 1990, le terme « jam band » est utilisé pour décrire des groupes jouant différents genres liés au rock, comme le blues, la musique country, la musique traditionnelle, et le funk. Le terme implique même des groupes totalement déconnecté du rock, comme ceux de la world music, la musique électronique, la bluegrass progressive, et le jazz fusion. Fin des années 1990, les types de jam bands varient de plus en plus, et la définition du terme s'élargit donc. L'utilisation du terme jam band devient également ambigüe. En 2007, le terme est utilisé pour décrire des groupes qui croisent les genres, les groupes de festivals, ou les groupes d'improvisation.

## Usage et définition

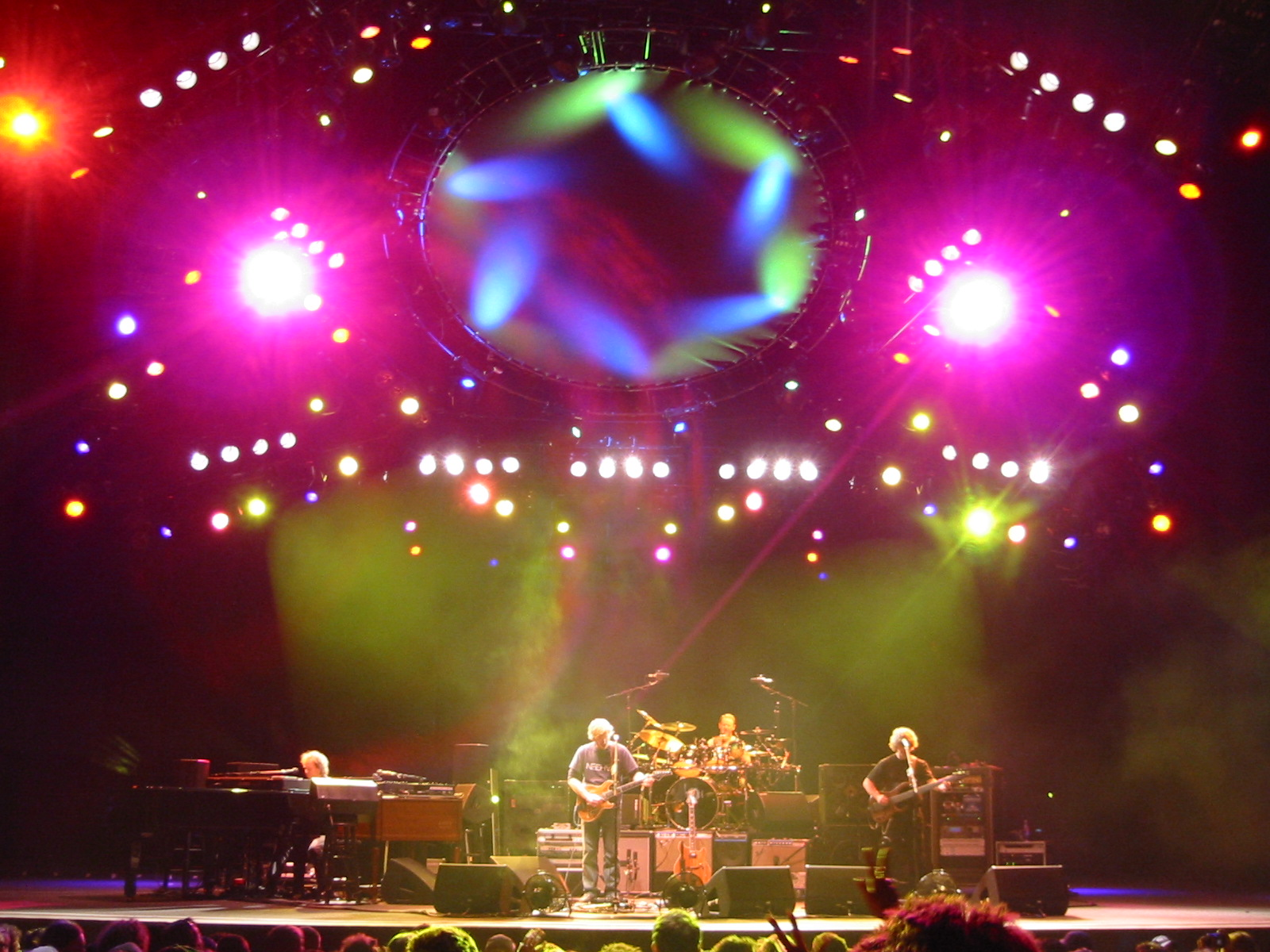
Phish, exemple de jam band.

Dans les années 1980, un grand nombre de fans des Grateful Dead suivent le groupe à chacun de leurs concerts. Ces fans (surnommés « Deadheads ») développent un sens de communication et de loyauté. Dans les années 1990, le groupe Phish commence à attirer ce type de fans. Le terme « jam band » est d'abord utilisé pour décrire les Grateful Dead et Phish culture dans les années 1990. Phish est l'un des jam bands les plus écoutés à ce jour. En 1998, Dean Budnick rédige son premier ouvrage consacré à ce sujet, intitulé Jam Bands. Il fonde le site web Jambands.com plus tard dans l'année et est même crédité comme le premier utilisateur du terme. Cependant, dans son second ouvrage sur le sujet, Jambands: A Complete Guide to the Players, Music & Scene publié en 2004, il explique s'être simplement avoir contribué à sa popularisation.
Le magazine Rolling Stone rédige en 2004 une biographie de Phish, expliquant que le groupe « est la définition vivante du terme » jam band, qui deviendra « un phénomène de mode, suivi dans tout le pays chaque été par une nouvelle génération de milliers de hippies et d'enthousiastes, et une source d'inspiration pour de nouveaux groupes d'impro. » Un autre terme de jam band music est utilisé dans les années 1990 : « Bay Rock ». Il est utilisé par le fondateur du magazine Relix, Les Kippel, pour décrire la scène musicale de la Baie de San Francisco, à laquelle participait les Grateful Dead, Jefferson Airplane et Moby Grape, entre autres.
Fin des années 1990, les types de jam bands s'accroissent et la définition du terme s'élargit, comme le démontre la définition de Dean Budnick, qui apparaîtra aux Jammy Awards de 2000 (Budnick a créé cette édition avec le propriétaire de Wetlands Preserve Peter Shapiro) : « Qu'est-ce qu'un jam band ? Je vous en prie, n'essayez pas de trouver une définition exacte. Le terme, comme il est actuellement utilisé, définit une palette riche de sons et de textures. Ces groupes partagent une passion commune pour l'improvisation, un intérêt artisanal qui croise de nombreux genres musicaux, et oscille entre blues, bluegrass, funk, jazz, rock, musique psychédélique et même techno. En d'autres termes, les jam bands d'aujourd'hui sont unifiés par les oreilles agiles de leurs auditeurs réceptifs. »

## Festivals
Un article de Guitar One publié en 2006 concernant les jam bands, nomment les endroits suivants comme « les meilleurs endroits pour assister à de la jam music » : Red Rocks Amphitheatre, Red Rocks Park, Denver ; The Gorge Amphitheatre, George (Washington) ; High Sierra Music Festival ; Saratoga Performing Arts Center, Saratoga Springs ; The Greek Theater, Berkeley (Californie) ; Bonnaroo Music Festival, Manchester (Tennessee) ; The Warfield Theater, San Francisco (Californie) ; Higher Ground, Burlington (Vermont), Nelson Ledges Quarry Park, Garrettsville ; et le Jam in the Dam d'Amsterdam.